# Italo-russi
Sono noti come italo-russi gli italiani radicatisi nella Russia negli ultimi secoli ed i loro discendenti.
Tra il 1917 ed il 1990, cioè il periodo dell'Unione Sovietica, la denominazione era italo-sovietici.